# 31061 Тамао
31061 Тамао (31061 Tamao) — астероїд головного поясу, відкритий 10 жовтня 1996 року.
Тіссеранів параметр щодо Юпітера — 3,257.
Названо на честь Тамао (яп. たまお(玉緒) тамао).